# Julio César Cáceres
Julio César Cáceres López (ur. 5 października 1979 w San José de los Arroyos) – paragwajski piłkarz grający na pozycji środkowego obrońcy lub defensywnego pomocnika.

## Kariera klubowa
Cáceres jest wychowankiem klubu Club Olimpia. W 2000 roku zadebiutował w jej seniorach w rozgrywkach ligi paragwajskiej i w tym samym roku osiągnął swój pierwszy sukces w karierze, jakim było zdobycie mistrzostwa Paragwaju. Pewne miejsce w składzie miał jednak dopiero w kolejnym sezonie, w którym został wicemistrzem kraju. Julio kolejny sukces osiągnął w 2002 roku, gdy dotarł z Olimpią do finału Copa Libertadores, a w nim zespół z Asunción okazał się lepszy od brazylijskiego Sao Caetano. Cáceres wystąpił także w Pucharze Interkontynentalnym w tym samym roku. W 2003 sięgnął wraz z kolegami klubowymi po Recopa Sudamericana.
Latem 2004 Cáceres przeszedł do francuskiego FC Nantes. W Ligue 1 zadebiutował 14 sierpnia w zremisowanym 1:1 meczu z SC Bastia. W Nantes spisywał się jednak przeciętnie, a w grudniu doznał kontuzji i do końca sezonu nie pojawił się na boisku. W 2005 roku oddano go do brazylijskiego Atlético Mineiro, gdyż trener Nantes Serge Le Dizet nie widział dla niego miejsca w składzie. Klub z Belo Horizonte spadł jednak z ligi, ale Paragwajczyk był jednym z lepszych zawodników, toteż w styczniu 2006 przeszedł do jednego z najbardziej utytułowanych klubów Argentyny, Club Atlético River Plate. Szybko stał się czołowym zawodnikiem drużyny, a zarazem jej kapitanem. Zajął z nim 3. miejsce w rozgrywkach Clausura 2006.
Latem 2006 Cáceres po raz kolejny zmienił barwy klubowe przechodząc do hiszpańskiego Gimnàstic Tarragona. W Primera División zadebiutował 1 października w przegranym 0:4 meczu z Valencią. W beniaminku La Liga spędził tylko pół roku i już na początku 2007 roku został piłkarzem meksykańskiego Tigres UANL z Monterrey.
W styczniu 2008 Cáceres podpisał kontrakt z Club Atlético Boca Juniors. Ligowy debiut w barwach nowego klubu zaliczył 10 lutego, a jego zespół zremisował z Rosario Central 1:1. 14 maja strzelił pierwszego gola dla Boca Juniors w zremisowanym 2:2 pojedynku przeciwko Atlasowi Guadalajara w ćwierćfinale Copa Libertadores 2008. W 2008 roku wygrał Recopa Sudamericana oraz mistrzostwo fazy Apertura. W 2010 roku ponownie został zawodnikiem Atlético Mineiro.
| Sezon   | Klub                | Kraj      | Rozgrywki        | Mecze | Bramki |
| ------- | ------------------- | --------- | ---------------- | ----- | ------ |
| 2000    | Club Olimpia        | Paragwaj  | Primera División | 11    | 1      |
| 2001    | Club Olimpia        | Paragwaj  | Primera División | 19    | 0      |
| 2002    | Club Olimpia        | Paragwaj  | Primera División | 25    | 3      |
| 2003    | Club Olimpia        | Paragwaj  | Primera División | 19    | 1      |
| 2004    | Club Olimpia        | Paragwaj  | Primera División | 7     | 2      |
| 2004/05 | FC Nantes           | Francja   | Ligue 1          | 12    | 0      |
| 2005    | Atlético Mineiro    | Brazylia  | Série A          | 20    | 3      |
| 2005/06 | River Plate         | Argentyna | Primera División | 15    | 0      |
| 2006/07 | Gimnàstic Tarragona | Hiszpania | Primera División | 11    | 0      |
| 2006/07 | Tigres UANL         | Meksyk    | Primera División | 17    | 1      |
| 2007/08 | Tigres UANL         | Meksyk    | Primera División | 15    | 1      |
| 2007/08 | Boca Juniors        | Argentyna | Primera División | 13    | 0      |
| 2008/09 | Boca Juniors        | Argentyna | Primera División | 30    | 0      |
| 2009/10 | Boca Juniors        | Argentyna | Primera División | 11    | 1      |
| 2010    | Atlético Mineiro    | Brazylia  | Série A          |       |        |

## Kariera reprezentacyjna
W reprezentacji Paragwaju Cáceres zadebiutował 17 kwietnia 2002 roku w przegranym 0:4 towarzyskim spotkaniu z Anglią. W tym samym roku został powołany do kadry na Mistrzostwa Świata 2002. Tam wystąpił w trzech grupowych meczach (zremisowanym 2:2 z RPA, przegranym 1:3 z Hiszpanią oraz wygranym 3:1 ze Słowenią) oraz w 1/8 finału, w której Paragwajczycy ulegli 0:1 Niemcom.
W 2006 roku Cáceres znalazł się w kadrze Aníbala Ruiza na Mistrzostwa Świata w Niemczech. Tam zaliczył 3 mecze: z Anglią (0:1), Szwecją (0:1) i Trynidadem i Tobago (2:0).
W 2007 roku na Copa América 2007 Julio wraz z rodakami dotarł do ćwierćfinału (porażka 0:6 z Meksykiem).